# Firouz Naderi
Firouz Michael Naderi (em persa: فیروز نادری: Fīrouz Nāderi; Xiraz, Irã, 25 de março de 1946 – 9 de junho de 2023) foi um cientista estadunidense nascido no Irã, que trabalhou durante mais de trinta anos no Jet Propulsion Laboratory (JPL), onde contribuiu com algumas das mais icônicas missões espaciais robóticas. Saiu da NASA em 2016, atuando como consultor de gerenciamento, conselheiro de startups de alta tecnologia em estágio inicial e um orador público.

## Carreira
Firouz Naderi estudou engenharia elétrica na Pahlavi University em Shiraz e recebeu um Ph.D. por seu trabalho em processamento de imagem. Ele recebeu três diplomas adicionais em engenharia elétrica: Bacharel em Engenharia (Iowa State University, Ames), Mestre e Ph.D. (Universidade do Sul da Califórnia, Los Angeles).
Em 1965 ele trocou o Irã pelos Estados Unidos. Naderi ingressou no Laboratório de Propulsão a Jato em 1979. Seu primeiro trabalho no JPL foi o projeto e construção de grandes sistemas baseados em satélites projetados para fornecer cobertura celular nacional.
Em meados da década de 1980, ele trabalhou na sede da NASA por mais de dois anos como gerente de programa responsável pelo Advanced Communications Technology Satellite (ACTS), o precursor dos atuais satélites de comutação espacial multifeixe.

Após seu retorno ao JPL, ele foi nomeado diretor do NASA Scatterometer Project (NSCAT), encarregado de coletar informações sobre a velocidade e direção do vento sobre os oceanos para a NOAA. Sua carreira no JPL inclui engenharia de sistemas, desenvolvimento de tecnologia (pesquisa aplicada) e gerenciamento de programas e projetos de sistemas de comunicações via satélite, monitores de sensoriamento remoto, observações astrofísicas e sistemas planetários.

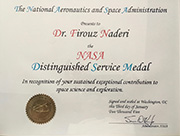
NASA Outstanding Leadership Medal

Em 2000, Naderi tornou-se diretor do Programa de Exploração de Marte no JPL. No verão daquele ano, ele participou extensivamente do replanejamento do programa, que foi definido como uma cadeia de missões científicas, técnicas e funcionalmente inter-relacionadas com lançamentos bienais de foguetes para Marte. Ele liderou esse programa até 2005, cujos maiores sucessos foram o pouso das duas sondas marcianas Spirit e Opportunity. Antes do programa Mars Exploration, Naderi dirigiu o programa Origins, um programa da NASA para procurar planetas semelhantes à Terra em outros sistemas solares.
De 2005 a 2011, foi Head de Formulação e Estratégia de Projetos, responsável pela aquisição de novos negócios e planejamento estratégico.
De 2011 a 2023, Firouz Naderi liderou o programa de Exploração do Sistema Solar no JPL.
Em maio de 2023, ele sofreu um ataque cardíaco. Ele sofreu uma lesão grave no pescoço que também danificou sua medula espinhal. Isso resultou em paralisia do pescoço para baixo. Como resultado desse incidente, ele faleceu em 9 de junho de 2023.

## Morte
Morreu no dia 9 de junho de 2023, aos 77 anos.